# Castell de Talteüll (Rosselló)

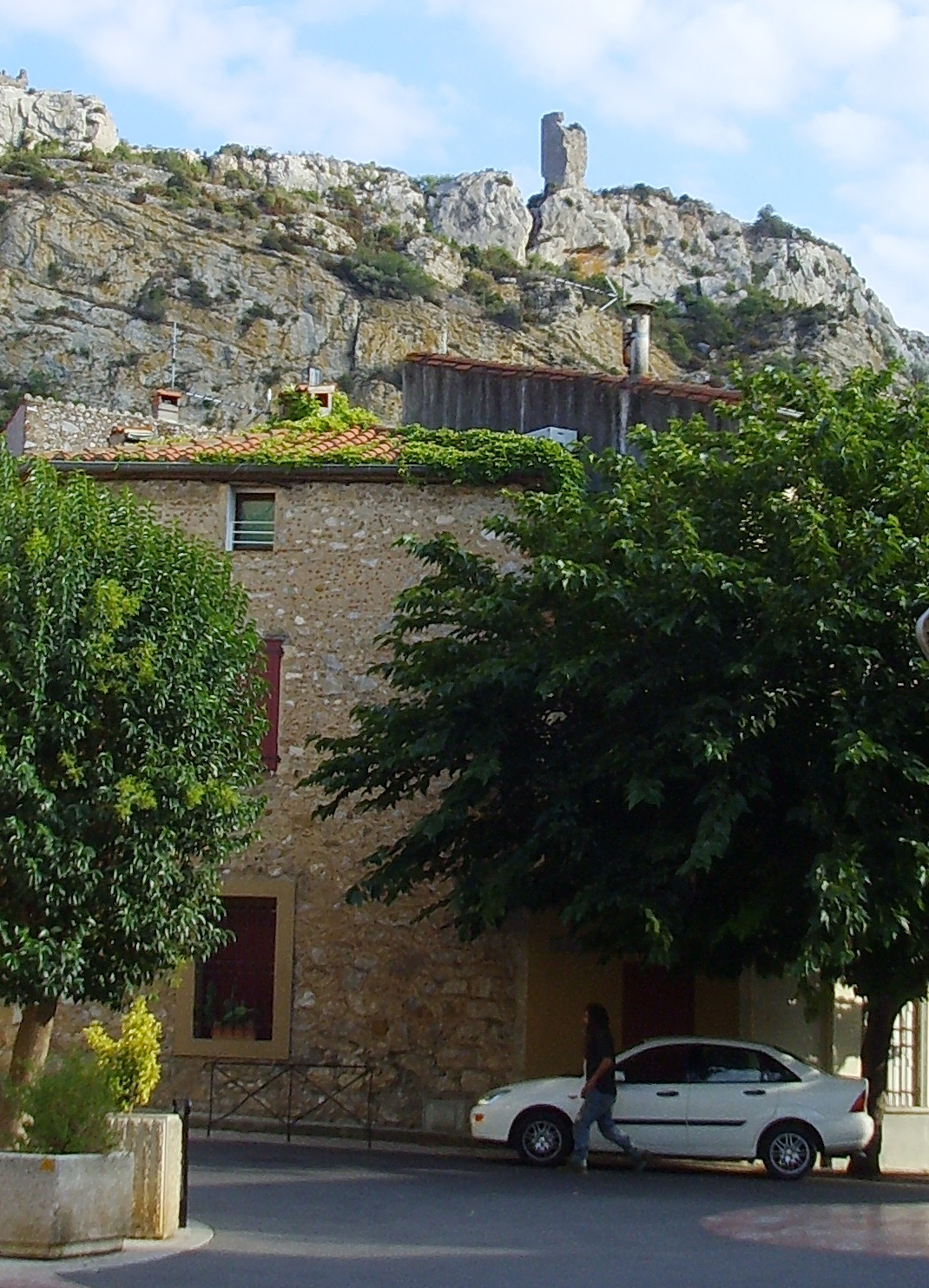
L'esperó rocós amb les restes del castell, al fons, vistes des del poble de Talteüll

El Castell de Talteüll és un castell del poble de Talteüll, en el terme comunal del mateix nom, a la comarca del Rosselló (Catalunya Nord).
És situat en un esperó rocós que domina el poble, a una distància d'un quart d'hora a peu per un sender.

## Història
És esmentat per primer cop el 1011 en una donació de Bernat Tallaferro, comte de Besalú, al seu fill Guillem, i torna a ser esmentat el 1020 en el testament de Bernat Tallaferro. Al principi del segle xiii, o possiblement abans, és infeudat a la família Vernet, i el 14 de novembre del 1261 passa al comte d'Empúries Ponç Hug, que el 1269 el revèn a l'infant Jaume, el futur Jaume II de Mallorca, que al cap de poc l'infeuda a Guillem de Talteüll. El 1286 s'hi van fer obres de fortificació en plena croada contra la Corona d'Aragó i uns anys més tard tornava al domini reial. Durant els segles següents, el castell passà per les mans de diversos castlans; a mitjan segle xv estava ruïnós, i ja no es considerava una fortalesa. Finalment, fou sistemàticament destruït pels francesos al segle xvii, quan el 1639 fou pres per l'exèrcit de Condé.
Des del 17 de març del 1986 és protegit com a monument històric.

## Característiques

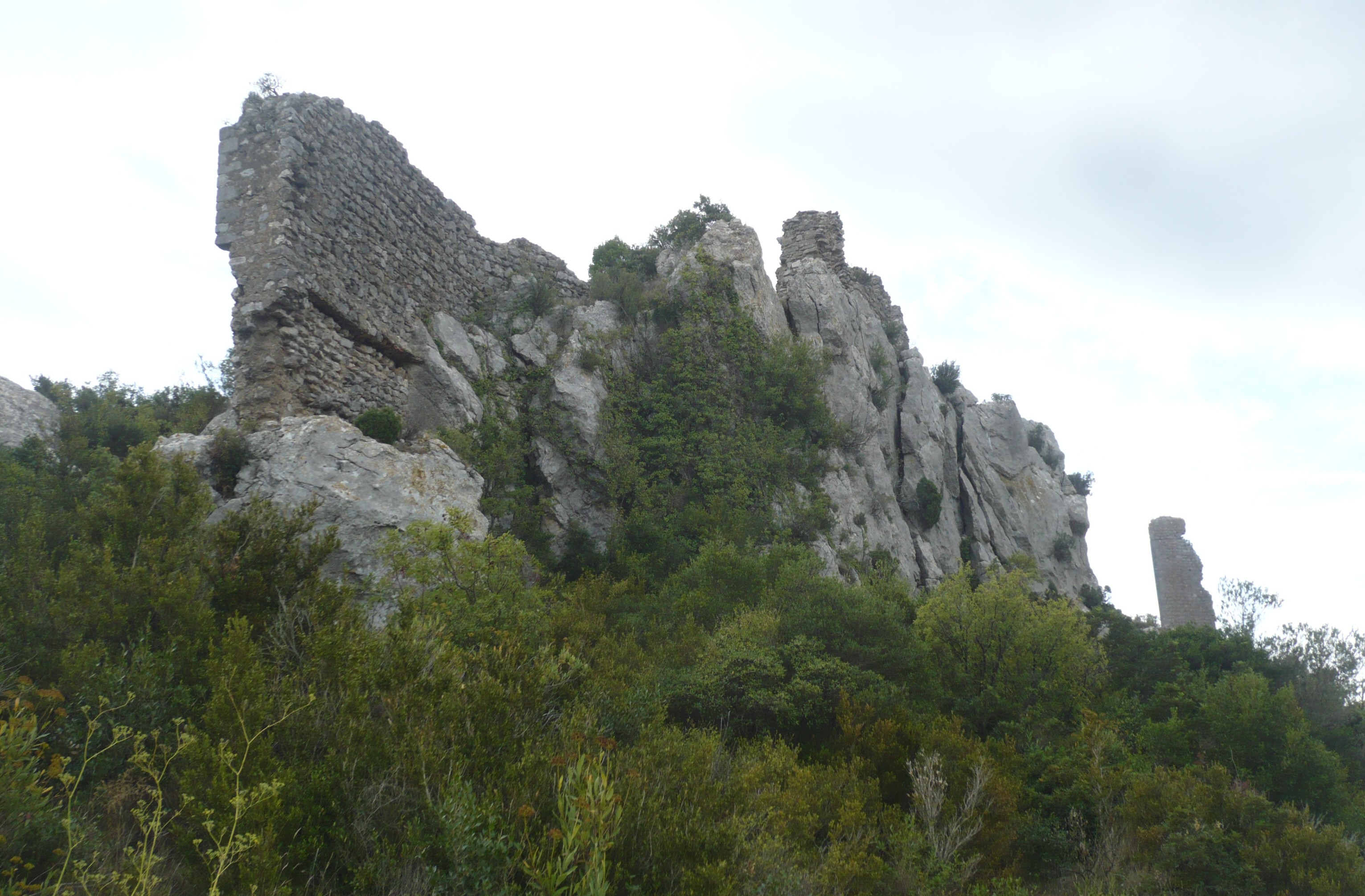
Vista de conjunt de l'extrem sud-oest del castell

Fou construït entre els segles xi i xiii, i en queden algunes restes. Sobre l'esperó estret on es drecen aquestes restes, les fortificacions s'estenen en uns 200 metres de longitud en direcció nord-est - sud-oest, però el recinte principal del castell, al sud-oest del conjunt, té uns 50 metres de llargada per uns 11,5 d'ample. Tot i que molt desfet, s'hi conserven restes de la Torrassa, el cos principal on hi havia les cambres dels senyors del lloc, així com d'una porta d'entrada al recinte al costat de llevant.

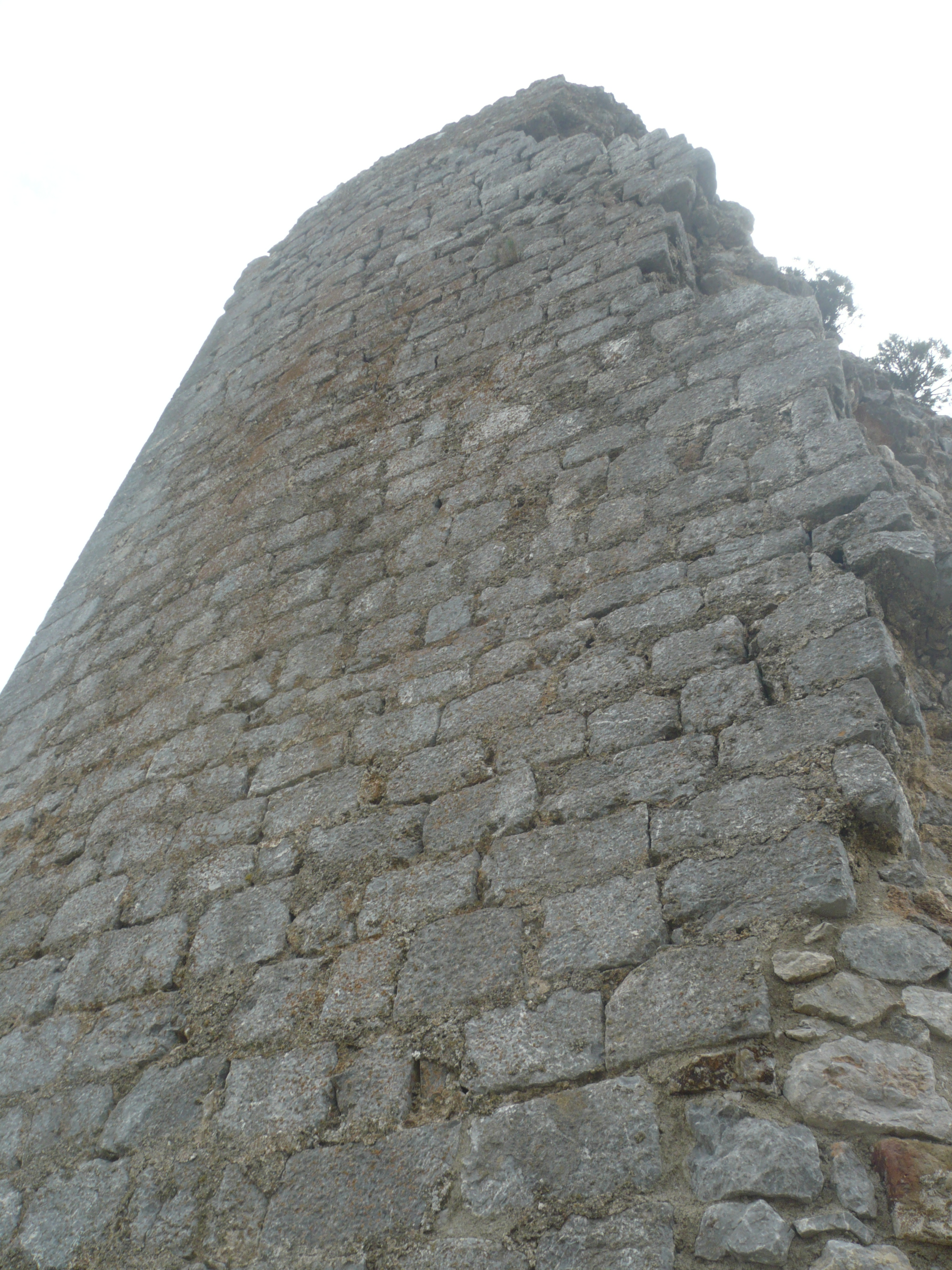
La torre del castell, vista des del nord

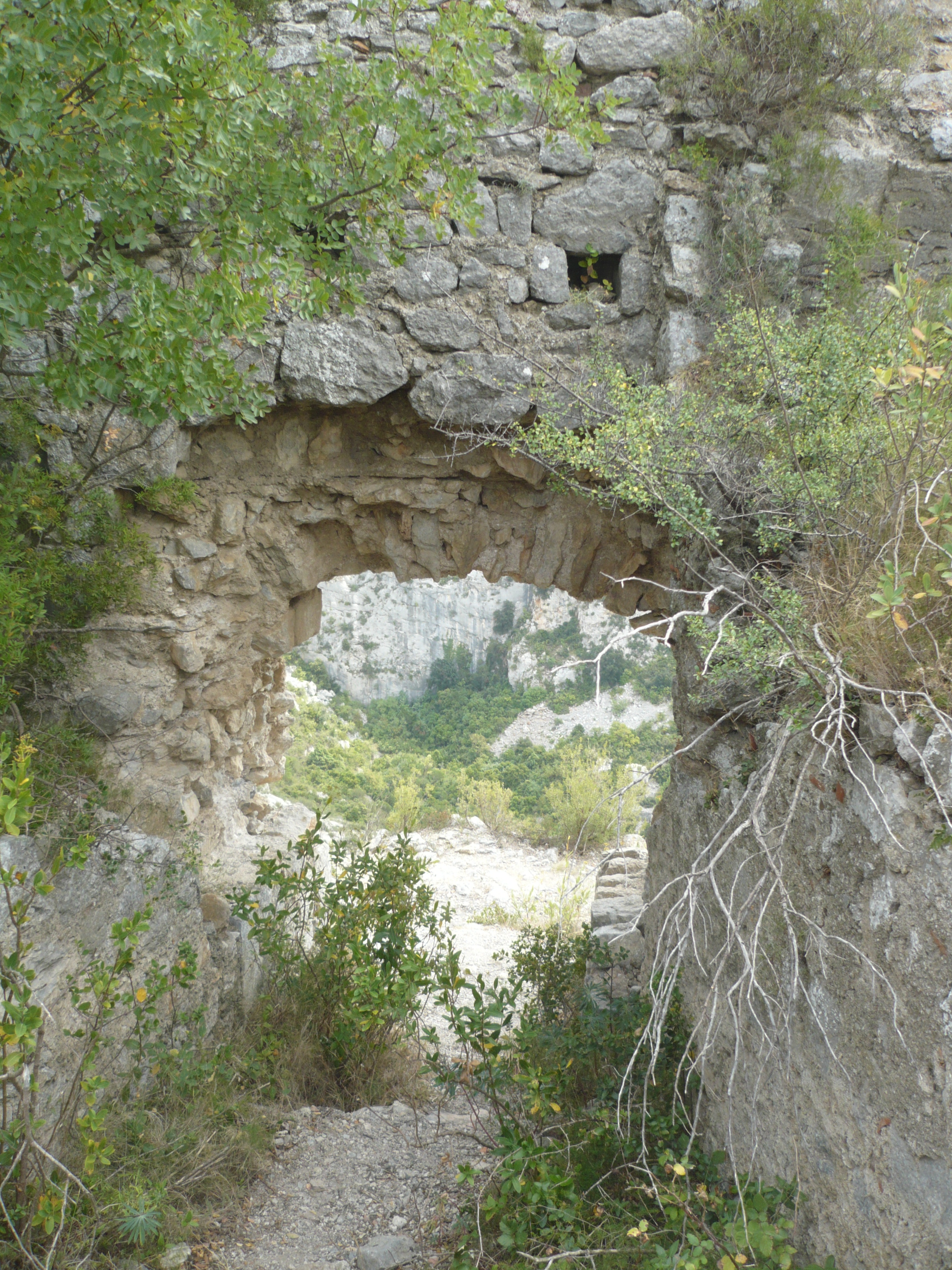
La porta d'accés al castell, des de l'interior

El fragment més ben conservat del castell correspon a l'extrem nord d'aquest recinte, on es conserva una paret de 15 metres d'alt. A l'interior d'aquest espai es conserven restes de parets i cisternes. S'hi troben també les restes d'una bestorre circular, en part caiguda muntanya avall. Al llarg dels 200 metres de longitud, es veu que el castell s'adapta a l'esperó rocós on és situat, d'una manera que recorda els castells contemporanis del nord de la frontera catalanooccitana, com Perapertusa, Puillorenç i Querbús.
La capella del castell, dedicada a Santa Maria del Castell de Talteüll, ja no existeix, però és molt probable que un tram de paret recta caigut uns 50 m. muntanya avall a llevant del sector meridional del castell sigui una de les parets d'aquesta capella. Tot aquest sector meridional del castell és més tardà, del segle xiii, que la zona nord, més primitiva.
L'aparell del castell és majoritàriament format per carreus grossos, de 30 x 45 cm, ben escairats, units amb morter de calç i disposats en filades regulars. S'hi reconeixen dues fases constructives diferenciades, 
En el pendís de llevant del castell nombroses parets situades en plena muntanya testimonien un antic poblament, que deu correspondre al Talteüll primitiu.

## Bibliografia

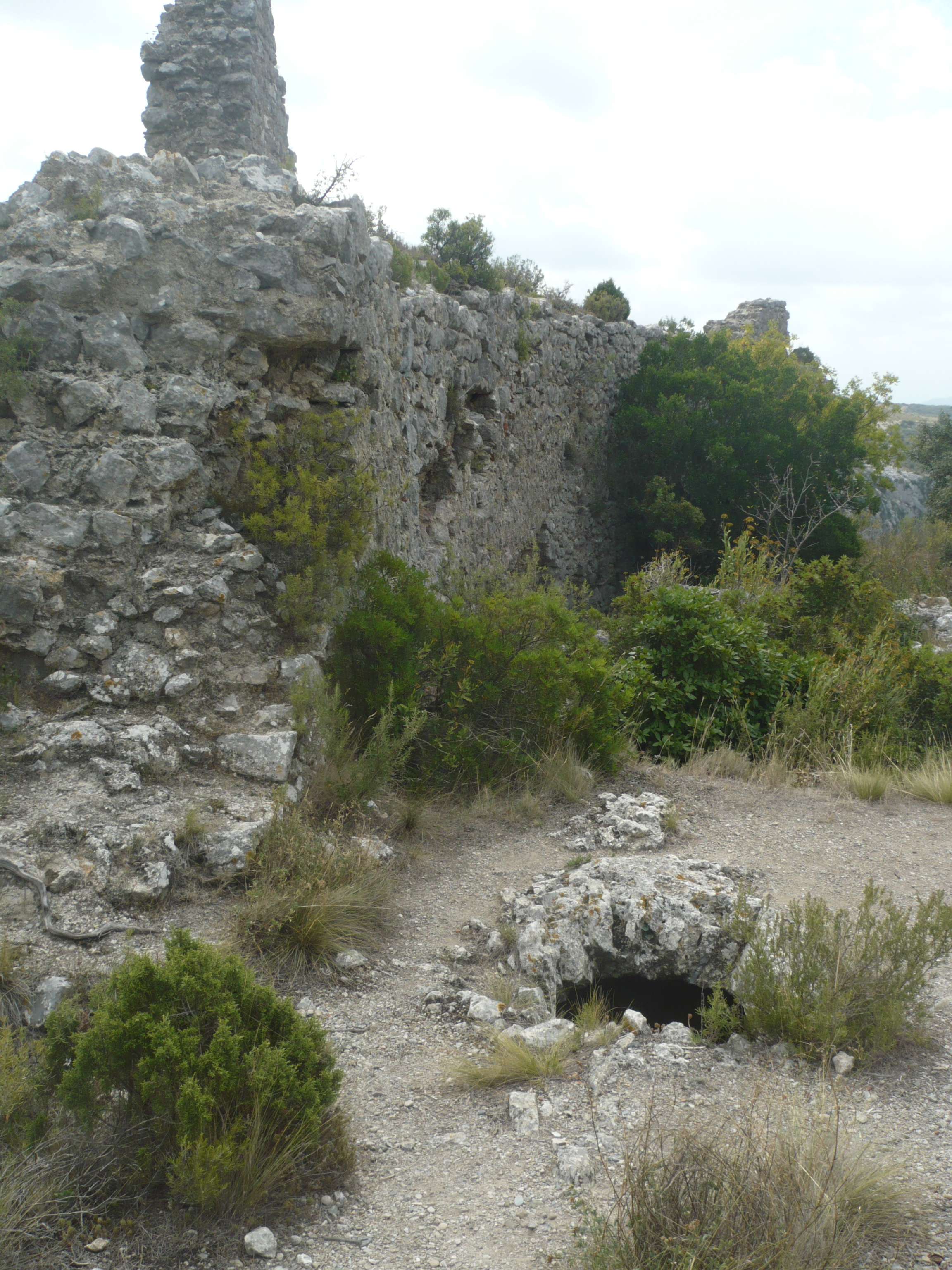
Pati interior, amb la torre i la cisterna